# Убийцы вампирш-лесбиянок
«Убийцы вампирш-лесбиянок» (англ. Lesbian Vampire Killers) — комедийный фильм ужасов производства Великобритании 2009 года режиссёра Фила Клейдона.

## Сюжет
История начинается в далёком прошлом. Маленький городок Крегвич становится местом убийства королевы вампиров Кармиллы-лесбиянки. Барон Вольфганг МакЛарен избавляет мир от зла, но перед тем как умереть Кармилла накладывает и на барона и на город проклятие. Спустя многие годы в Крегвич отправляются два приятеля: Джимми и Флетч. Жизнь у них не складывается. Флетча только что уволили, подружка Джимми распрощалась с ним. Обсуждая в баре свою нелёгкую жизнь, они решают отправиться в путешествие, отдохнуть и развеяться. Денег у них кот наплакал, и возникает план поехать куда-нибудь в своей родной Англии. Место поездки выбирается наугад — им оказывается Крегвич.
Поначалу поездка кажется удачной. Встреча в Крегвиче с четырьмя красотками обещает приятное времяпровождение, тем более, что им случилось остановиться в одном домике для гостей среди лесов Крегвича. Но ночью на домик нападают вампирши. Три девушки становятся их жертвами и тоже превращаются в вампирш-лесбиянок. Тут выясняется, что Джимми является потомком барона МакЛарена. Он-то и нужен вампиршам. Заполучив его кровь, они хотят вернуть к жизни свою королеву, Кармиллу. Но с помощью Флетча и местного викария, вооружившись волшебным мечом, Джимми убивает очнувшуюся было Кармиллу и разрушает проклятие, висевшее над Крегвичем.

## Актёрский состав
| В ролях         |  | Персонаж |
| --------------- |  | -------- |
| Джеймс Корден   |  | Флетч    |
| Мэтью Хорн      |  | Джимми   |
| Пол Макганн     |  | Викарий  |
| Майанна Бёринг  |  | Лотти    |
| Сильвия Коллока |  | Кармилла |
| Вера Филатова   |  | Ева      |
| Люси Гаскелл    |  | Джуди    |